# Francesc de Paula Gambús
Francesc de Paula Gambús Millet (Barcelona, 21 de mayo de 1974-Bruselas, Bélgica, 23 de noviembre de 2019) fue un político español, licenciado en ciencias políticas y de la administración.

## Biografía
En 1995 comenzó a militar en las juventudes de Unión Democrática de Cataluña (UDC). Fue asesor de la eurodiputada de UDC Concepció Ferrer en el Parlamento Europeo (1998-2004). Posteriormente formó parte del equipo asesor de CiU en el Congreso de los Diputados (2005-2007) y fue concejal de Comercio y Consumo en Badalona (en un equipo municipal de coalición entre PSC, CiU y ERC) entre 2010 y 2011.
Fue representante de UDC en la comisión de elaboración del programa electoral de CiU en las autonómicas de 2010, tras las cuales fue nombrado jefe de gabinete de la vicepresidenta del gobierno catalán Joana Ortega, y más tarde director general de Relaciones Exteriores. Desde 2012 formaba parte del comité de gobierno de UDC.
En 2014 fue elegido candidato de UDC para concurrir a las europeas de ese año. La dirección de UDC eligió como cabeza de lista a Salvador Sedó, el anterior eurodiputado de UDC, con Gambús de número dos, pero finalmente Sedó renunció a postularse como candidato. Diversas fuentes apuntaron que fue debido a las malas relaciones con Ramon Tremosa, el eurodiputado y número uno de Convergencia Democrática de Cataluña (CDC), así como a presiones de este último partido, al no considerarle suficientemente partidario del proceso soberanista. UDC negó las presiones. Como número tres de la candidatura Coalición por Europa (tras los candidatos de CDC y PNV), resultó elegido diputado en el Parlamento Europeo (esta obtuvo 851 971 votos, un 5,42 % en toda España, lo que se tradujo en tres escaños), en el que se integrará en el Grupo del Partido Popular Europeo.
Tras su salida del Parlamento Europeo después de las elecciones europeas de 2019, fue nombrado asesor de la eurodiputada del Partido Popular María Rosa Estarás Ferragut, adscrita al Grupo Parlamentario del Partido Popular Europeo.

## Muerte
En la madrugada del 23 de noviembre de 2019, Gambús fue encontrado sin signos vitales en su residencia en Bruselas, Bélgica. Falleció a los 45 años.